# Водоскидна споруда

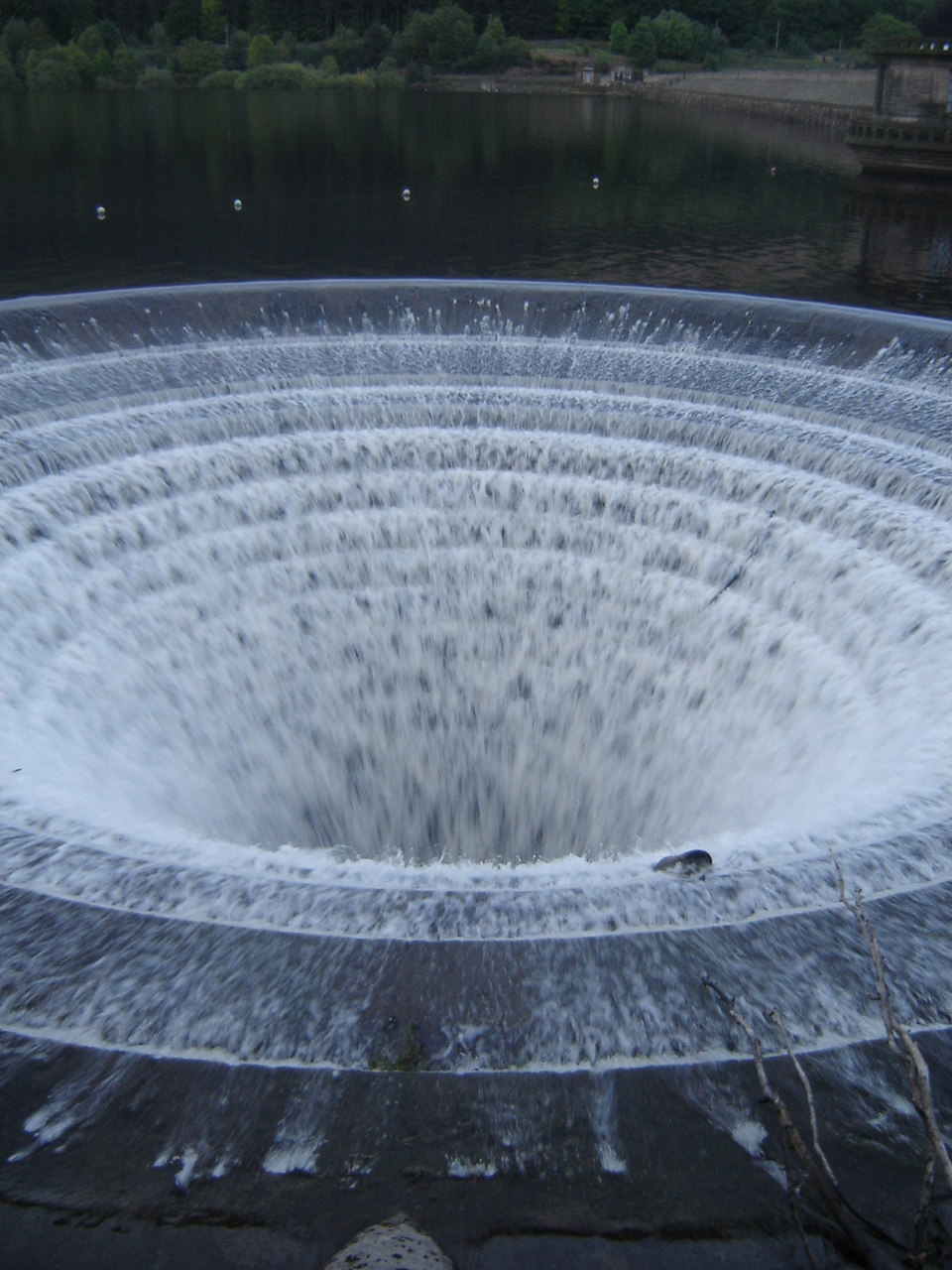
Водоскид (водозлив) у вигляді лійки водосховища Ледібауер (Ladybower у графстві Дербішир (Англія)

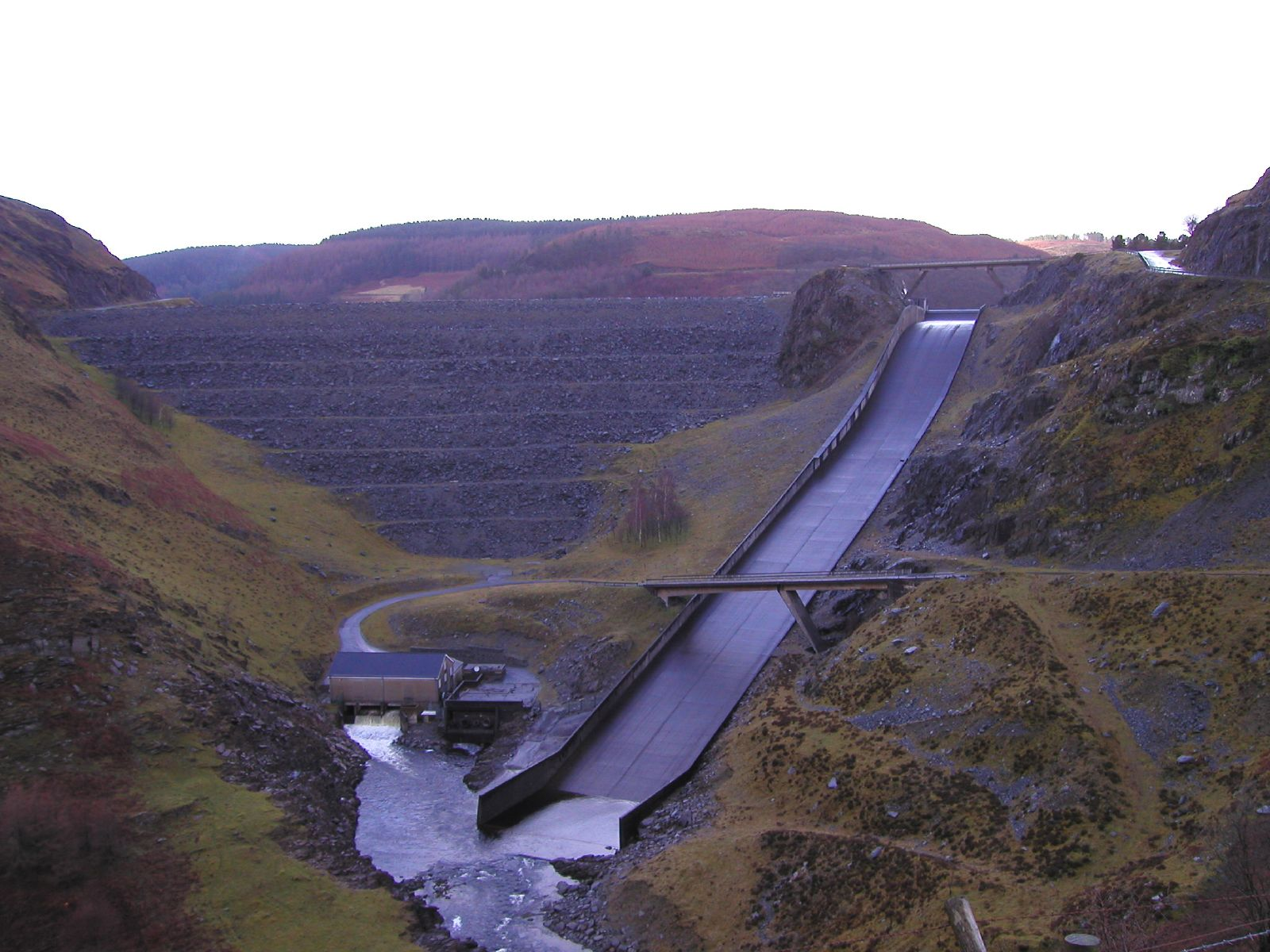
Береговий водоскид (водозлив) біля греблі на річці Таві (River Towi) (Уельс)

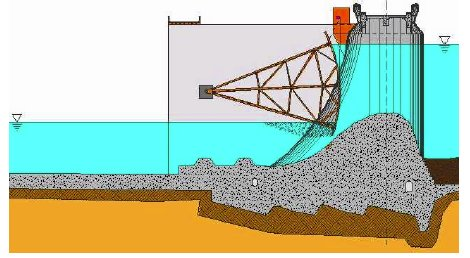
Водоспуск — глибинний водоскид у тілі греблі

Водоски́дна спору́да або водоски́д (англ. spillway) — гідротехнічна споруда для скидання зайвої (паводкової) води з водосховища, а також корисного перепускання води через греблю.

## Класифікація водоскидних споруд
Водоскидні споруди бувають з отворами поверхневими — на гребені греблі (водозлив, водозливна гребля) і глибинними — у тілі греблі (водоспускні споруди), а також комбінованими — двоярусні водоскидні споруди. Водоскиди, споруджені поза тілом греблі, називають береговими.
Розрізняють 2 типи водоскидних споруд — контрольовані і неконтрольовані.
- водоскид із затвором — пропускна спроможність водоскиду регулюється спеціальними затворними механізмами.
- водоскид автоматичної дії — пропускна спроможність водоскиду не регулюється і залежить лише від рівня води у водосховищі. Скидання води через цей тип споруд розпочинається самостійно при перевищенні рівня води над гирлом водоскиду.

Будують водоскидні споруди з бетону, залізобетону, каменю або дерева.